# Coppa Italia 1958-1959
La Coppa Italia 1958-1959 fu la 12ª edizione della manifestazione calcistica. Iniziò il 31 agosto 1958 e si concluse il 13 settembre 1959.

## Formula

Boniperti e Angelillo si stringono la mano prima della finale di San Siro

Curiosamente, questa edizione iniziò quando ancora quella precedente era in pieno svolgimento; infatti, non appena le otto società ancora in corsa per la coppa del 1958 si ritrovarono dopo le vacanze estive, quelle eliminate incominciarono a darsi battaglia per la successiva.
In questa stagione fece la sua comparsa sulle maglie della Lazio, vincitrice dell'edizione 1958 della Coppa Italia, la coccarda italiana tricolore, che da questo momento in poi iniziò a essere cucita sulle divise delle squadre detentrici del trofeo.
Il regolamento, che ripristinava dopo una sola stagione il tabellone a eliminazione diretta integrale, prevedeva quattro turni eliminatori: il primo riservato ai club di Serie C, il secondo che vedeva l'ingresso delle formazioni di Serie B, e gli ultimi due che registravano l'ingresso delle squadre di Serie A.
Le otto formazioni sopravvissute accedettero al tabellone principale insieme alle otto finaliste della precedente edizione, e a questo punto si proseguì a eliminazione diretta fino alla finale, vinta dalla Juventus a San Siro contro un'Inter che non seppe sfruttare il vantaggio casalingo. Per i bianconeri si trattò della terza affermazione nella manifestazione.

## Risultati

### Primo turno
Il primo turno della competizione fu disputato domenica 31 agosto e mercoledì 3 settembre 1958 (per la ripetizione dell'incontro Mestrina-Treviso, sospeso per oscurità) tra tutti i club di Serie C abbinati per prossimità geografica. Il Pordenone ricevette tuttavia un bye dato che il suo avversario designato, il piccolo club dell'Hellas, si era nel frattempo sciolto.
| Ancona 31 agosto 1958, ore 17:00 CET Primo turno                                                                                | Anconitana | 6 – 2 referto            | Pescara | Stadio Dorico |
| \| \| \| \| \| Buglioni 15’, 42’ Mantovani 24’, 70’ Nolli 30’ (rig.) Miserocchi 84’ \| Marcatori \| 44’ Pagliaro 50’ Ferrari \| |            |                          |         |               |
| |            |                          |         |               |
| Buglioni 15’, 42’ Mantovani 24’, 70’ Nolli 30’ (rig.) Miserocchi 84’                                                            | Marcatori  | 44’ Pagliaro 50’ Ferrari |         |               |

| L'Aquila 31 agosto 1958, ore 17:00 CET Primo turno                                                               | L'Aquila  | 4 – 3 (d.t.s.) referto        | Chieti | Stadio Comunale |
| \| \| \| \| \| Torriglia 21’, 115’ Marra 93’ Di Bartolomeo 107’ \| Marcatori \| 86’, 109’ Olivieri 102’ Orazi \| |           |                               |        |                 |
| |           |                               |        |                 |
| Torriglia 21’, 115’ Marra 93’ Di Bartolomeo 107’                                                                 | Marcatori | 86’, 109’ Olivieri 102’ Orazi |        |                 |

| Arbitro: | Gay (Asti) |

|                              |           |             |
| Campanini 15’ Francescon 62’ | Marcatori | 30’ Bolzoni |

| Catanzaro 31 agosto 1958, ore 17:00 CET Primo turno | Catanzaro | 1 – 0 referto | Cosenza | Stadio Comunale |
| \| \| \| \| \| Ghersetich 64’ \| Marcatori \| \|    |           |               |         |                 |
|                                                     |           |               |         |                 |
| Ghersetich 64’                                      | Marcatori |               |         |                 |

| Foggia 31 agosto 1958, ore 17:00 CET Primo turno                               | Foggia & Incedit | 3 – 1 referto | Cirio | Stadio Pino Zaccheria |
| \| \| \| \| \| Della Rocca 10’ Cosmano 74’, 88’ \| Marcatori \| 43’ Fiorini \| |                  |               |       |                       |
|                                                                                |                  |               |       |                       |
| Della Rocca 10’ Cosmano 74’, 88’                                               | Marcatori        | 43’ Fiorini   |       |                       |

| Arbitro: | Casato (Bari) |

|                       |           |             |
| Renna 4’ Pinaroli 72’ | Marcatori | 53’ Gambino |

| Arbitro: | Roversi (Bologna) |

|  |           |           |
|  | Marcatori | 50’ Gaeta |

| Lucca 31 agosto 1958, ore 17:00 CET Primo turno                              | Lucchese  | 0 – 4 referto                              | Pisa | Stadio Porta Elisa |
| \| \| \| \| \| \| Marcatori \| 32’, 69’ Ricoveri 64’ Ghiadoni 74’ Nundini \| |           |                                            |      |                    |
|                                                                              |           |                                            |      |                    |
|                                                                              | Marcatori | 32’, 69’ Ricoveri 64’ Ghiadoni 74’ Nundini |      |                    |

| Arbitro: | Cerutti (Legnano) |

|             |           |  |
| Recagni 33’ | Marcatori |  |

| Marsala 31 agosto 1958, ore 17:00 CET Primo turno                   | Marsala   | 2 – 4 referto         | Trapani | Stadio Municipale |
| \| \| \| \| \| Marin Biagi \| Marcatori \| Da Passano Zucchinali \| |           |                       |         |                   |
|                                                                     |           |                       |         |                   |
| Marin Biagi                                                         | Marcatori | Da Passano Zucchinali |         |                   |

| Arbitro: | Orlandi (Torino) |

|                                   |           |  |
| Giancarlo Rimoldi 57’ Calloni 86’ | Marcatori |  |

| Arbitro: | Leita (Udine) |

|                         |           |                                  |
| Rossi 49’ Barchiesi 58’ | Marcatori | 44’ Merigo 47’ Lodi 112’ Savoldi |

| Salerno 31 agosto 1958, ore 17:00 CET Primo turno                                                  | Salernitana | 3 – 2 referto             | Casertana | Stadio Donato Vestuti |
| \| \| \| \| \| Vannucci 17’ Oreste 27’ Del Gaudio 57’ \| Marcatori \| 12’ Savastano 73’ Roberti \| |             |                           |           |                       |
| |             |                           |           |                       |
| Vannucci 17’ Oreste 27’ Del Gaudio 57’                                                             | Marcatori   | 12’ Savastano 73’ Roberti |           |                       |

| Sanremo 31 agosto 1958, ore 17:00 CET Primo turno                                                                                  | Sanremese | 5 – 2 (d.t.s.) referto          | Casale | Stadio comunale |
| \| \| \| \| \| Buizza 15’ (rig.) Turola 43’ (aut.), 93’ (aut.) Rossi 106’, 117’ \| Marcatori \| 13’ Pasqualini 38’ (rig.) Russi \| |           |                                 |        |                 |
| |           |                                 |        |                 |
| Buizza 15’ (rig.) Turola 43’ (aut.), 93’ (aut.) Rossi 106’, 117’                                                                   | Marcatori | 13’ Pasqualini 38’ (rig.) Russi |        |                 |

| Siena 31 agosto 1958, ore 17:00 CET Primo turno       | Siena     | 1 – 0 referto | Arezzo | Stadio Del Rastrello |
| \| \| \| \| \| Mannucci 28’ (rig.) \| Marcatori \| \| |           |               |        |                      |
|                                                       |           |               |        |                      |
| Mannucci 28’ (rig.)                                   | Marcatori |               |        |                      |

| Siracusa 31 agosto 1958, ore 16:30 CET Primo turno          | Siracusa  | 1 – 2 referto  | Reggina | Stadio Comunale |
| \| \| \| \| \| Pulvirenti \| Marcatori \| Ferulli Caiumi \| |           |                |         |                 |
|                                                             |           |                |         |                 |
| Pulvirenti                                                  | Marcatori | Ferulli Caiumi |         |                 |

| Arbitro: | Vanni (Pisa) |

|                        |           |                         |
| Currarini 20’ Gori 74’ | Marcatori | 2’, 12’ Pin 36’ Smenghi |

| Arbitro: | Righetti (Torino) |

|                                                        |           |                         |
| Angeli 44’ Biondo 90’ Ferrini 96’ De Paoli 114’ (rig.) | Marcatori | 11’ Dal Porto 72’ Villa |

| Mestre 3 settembre 1958, ore 17:00 CET Primo turno | Mestrina  | 0 – 1 (d.t.s.) | Treviso | Stadio Francesco Baracca |
| \| \| \| \| \| \| Marcatori \| 94’ Bressa \|       |           |                |         |                          |
|                                                    |           |                |         |                          |
|                                                    | Marcatori | 94’ Bressa     |         |                          |

| Mestre 31 agosto 1958, ore 17:00 CET Primo turno Ripetizione                                                                      | Mestrina             | 2 – 2 (d.t.s.) referto | Treviso | Stadio Francesco Baracca |
| \| \| \| \| \| Forin 24’ (rig.) Nichele 25’ \| Marcatori \| 50’, 53’ Trinca \| \| Callegari \| Tiri di rigore 4 – 5 \| Corradi \| |                      |                        |         |                          |
| |                      |                        |         |                          |
| Forin 24’ (rig.) Nichele 25’ | Marcatori            | 50’, 53’ Trinca        |         |                          |
| Callegari | Tiri di rigore 4 – 5 | Corradi                |         |                          |

#### Tabella riassuntiva
| Squadra 1        | Risultato             | Squadra 2    |
| ---------------- | --------------------- | ------------ |
| Anconitana       | 6 - 2                 | Pescara      |
| L'Aquila         | 4 - 3 (dts)           | Chieti       |
| Biellese         | 2 - 1                 | Pro Vercelli |
| Catanzaro        | 1 - 0                 | Cosenza      |
| Foggia & Incedit | 3 - 1                 | Cirio        |
| Lecce            | 2 - 1                 | Barletta     |
| Livorno          | 0 - 1                 | FEDIT        |
| Lucchese         | 0 - 4                 | Pisa         |
| Ozo Mantova      | 1 - 0                 | Cremonese    |
| Marsala          | 2 - 4                 | Trapani      |
| Pro Patria       | 2 - 0                 | Piacenza     |
| Ravenna          | 2 - 3 (dts)           | Forlì        |
| Salernitana      | 3 - 2                 | Casertana    |
| Sanremese        | 5 - 2 (dts)           | Casale       |
| Siena            | 1 - 0                 | Arezzo       |
| Siracusa         | 0 - 2                 | Reggina      |
| Spezia           | 2 - 3                 | Carbosarda   |
| Varese           | 4 - 2 (dts)           | Legnano      |
| Mestrina         | 0 - 1 (dts)           | Treviso      |
| Ripetizione:     |                       |              |
| Mestrina         | 2 - 2 (dts) (4-5 dcr) | Treviso      |

### Secondo turno
Il secondo turno della competizione fu disputato sabato 6 e domenica 7 settembre 1958 e vide di principio l'ingresso dei club di Serie B, anche se l'impegno del Marzotto Valdagno ancora in corso nella precedente edizione impose al Bari, secondo neopromosso in A, di entrare subito in lotta. Ad ogni vincitore del primo turno fu abbinata, tenendo per quanto possibile in conto la vicinanza geografica, una neoentrante, sorteggiando a caso il campo.
| L'Aquila 7 settembre 1958, ore 16:00 CET Secondo turno    | L'Aquila  | 2 – 0 referto | Zenit Modena | Stadio comunale |
| \| \| \| \| \| Cannavacciuolo 62’, 66’ \| Marcatori \| \| |           |               |              |                 |
|                                                           |           |               |              |                 |
| Cannavacciuolo 62’, 66’                                   | Marcatori |               |              |                 |

| Arbitro: | Bartolomei (Roma) |

|                                                        |           |               |
| Mazzoni 30’ (rig.) Cappa 33’ Erba 70’, 74’ Rebizzi 84’ | Marcatori | 8’ Bortolotti |

| Arbitro: | Gambarotta (Genova) |

|               |           |                     |
| Campanini 27’ | Marcatori | 16’ Secchi 95’ Mion |

| Arbitro: | Adami (Roma) |

|             |           |  |
| Smenghi 80’ | Marcatori |  |

| Arbitro: | Caputo (Napoli) |

|             |           |  |
| Rambone 78’ | Marcatori |  |

| Arbitro: | Babini (Ravenna) |

|            |           |  |
| Taddei 81’ | Marcatori |  |

| Arbitro: | Zaza (Molfetta) |

|               |           |  |
| Mirabelli 90’ | Marcatori |  |

| Messina 7 settembre 1958, ore 16:00 CET Secondo turno | Messina   | 1 – 0 (d.t.s.) referto | Reggina | Stadio Giovanni Celeste |
| \| \| \| \| \| Lenuzza 99’ \| Marcatori \| \|         |           |                        |         |                         |
|                                                       |           |                        |         |                         |
| Lenuzza 99’                                           | Marcatori |                        |         |                         |

| Novara 7 settembre 1958, ore 16:00 CET Secondo turno         | Novara    | 1 – 2 (d.t.s.) referto | Sanremese | Stadio Comunale |
| \| \| \| \| \| Manzino 86’ \| Marcatori \| 38’, 96’ Rossi \| |           |                        |           |                 |
|                                                              |           |                        |           |                 |
| Manzino 86’                                                  | Marcatori | 38’, 96’ Rossi         |           |                 |

| Palermo 7 settembre 1958, ore 16:00 CET Secondo turno           | Palermo   | 1 – 2 (d.t.s.) referto | Trapani | Stadio La Favorita |
| \| \| \| \| \| Latini 85’ \| Marcatori \| 5’, 94’ Zucchinali \| |           |                        |         |                    |
|                                                                 |           |                        |         |                    |
| Latini 85’                                                      | Marcatori | 5’, 94’ Zucchinali     |         |                    |

| Arbitro: | Rastrelli (Firenze) |

|                       |           |                                     |
| Cabas 55’ Mazzoni 57’ | Marcatori | 2’ Giagnoni 24’ Recagni 35’ Turatti |

| Arbitro: | De Magistris (Torino) |

|              |           |  |
| Ricoveri 75’ | Marcatori |  |

| Pordenone 7 settembre 1958, ore 16:00 CET Secondo turno                                             | Pordenone | 3 – 2 referto          | Verona | Stadio Ottavio Bottecchia |
| \| \| \| \| \| Ricaldone 3’ Rossano 60’ (rig.) Pezzot 70’ \| Marcatori \| 8’ Paoloni 65’ Bagnoli \| |           |                        |        |                           |
| |           |                        |        |                           |
| Ricaldone 3’ Rossano 60’ (rig.) Pezzot 70’                                                          | Marcatori | 8’ Paoloni 65’ Bagnoli |        |                           |

| Prato 7 settembre 1958, ore 16:00 CET Secondo turno                       | Prato     | 2 – 1 (d.t.s.) referto | Salernitana | Stadio Lungobisenzio |
| \| \| \| \| \| Nattino 78’ Moradei 109’ \| Marcatori \| 54’ Del Gaudio \| |           |                        |             |                      |
|                                                                           |           |                        |             |                      |
| Nattino 78’ Moradei 109’                                                  | Marcatori | 54’ Del Gaudio         |             |                      |

| Arbitro: | Butti (Como) |

|                                     |           |            |
| Giancarlo Rimoldi 18’ Marchioro 80’ | Marcatori | 39’ Favini |

| Arbitro: | Mori (Cremona) |

|                                              |           |                    |
| Casisa 11’ Pistacchi 58’ Novi 78’ Masoni 82’ | Marcatori | 12’, 41’ Mantovani |

| Arbitro: | De Robbio (Torre Annunziata) |

|                          |           |  |
| Mecozzi 34’ Malavasi 59’ | Marcatori |  |

| Arbitro: | Ubezio (Novara) |

|              |           |  |
| Zucchini 28’ | Marcatori |  |

| Varese 7 settembre 1958, ore 16:00 CET Secondo turno      | Varese    | 2 – 0 referto | Vigevano | Stadio Franco Ossola |
| \| \| \| \| \| De Paoli 43’ Angeli 48’ \| Marcatori \| \| |           |               |          |                      |
|                                                           |           |               |          |                      |
| De Paoli 43’ Angeli 48’                                   | Marcatori |               |          |                      |

| Arbitro: | Baldassarre (Udine) |

|                                  |           |  |
| Danieli 5’ Calegari 16’ Mion 89’ | Marcatori |  |

#### Tabella riassuntiva
| Squadra 1        | Risultato   | Squadra 2    |
| ---------------- | ----------- | ------------ |
| L'Aquila         | 2 - 0       | Zenit Modena |
| Bari             | 5 - 1       | Foggia       |
| Biellese         | 1 - 2 (dts) | Atalanta     |
| Carbosarda       | 1 - 0       | Cagliari     |
| Catanzaro        | 1 - 0       | Catania      |
| FEDIT            | 1 - 0       | Como         |
| Lecce            | 1 - 0       | Taranto      |
| Messina          | 1 - 0 (dts) | Reggina      |
| Novara           | 1 - 2 (dts) | Sanremese    |
| Palermo          | 1 - 2 (dts) | Trapani      |
| Parma            | 2 - 3       | Ozo Mantova  |
| Pisa             | 1 - 0       | Lecco        |
| Pordenone        | 3 - 2       | Verona       |
| Prato            | 2 - 1 (dts) | Salernitana  |
| Pro Patria       | 2 - 1       | Brescia      |
| Reggiana         | 4 - 2       | Ancona       |
| Sambenedettese   | 2 - 0       | Forlì        |
| Simmenthal-Monza | 1 - 0       | Siena        |
| Varese           | 2 - 0       | Vigevano     |
| Venezia          | 3 - 0       | Treviso      |

### Terzo turno
Il terzo turno della competizione fu disputato domenica 14 settembre 1958 e vide di principio l'ingresso dei club di Serie A non in lizza nella fase finale dell'edizione precedente. Le neoentranti furono abbinate, tenendo in taluni casi in conto la vicinanza geografica, ad un vincitore del secondo turno, sorteggiando a caso il campo.
| Arbitro: | Guarnaschelli (Pavia) |

|  |           |                           |
|  | Marcatori | 55’ Taddei 57’, 87’ Gaeta |

| Arbitro: | Ubezio (Novara) |

|                                           |           |  |
| Zavaglio 36’ Secchi 58’, 62’ Olivieri 82’ | Marcatori |  |

| Arbitro: | Grillo (Napoli) |

|  |           |             |
|  | Marcatori | 28’ Pestrin |

| Arbitro: | Caputo (Napoli) |

|  |           |              |
|  | Marcatori | 88’ Bredesen |

| Arbitro: | De Marchi (Pordenone) |

|  |           |                                                  |
|  | Marcatori | 2’, 39’ Angelillo 8’, 28’, 56’, 60’, 80’ Firmani |

| Arbitro: | Smorto (Reggio Calabria) |

|                                                   |           |  |
| Di Giacomo 32’, 70’ Betello 57’ Bertucco 67’, 74’ | Marcatori |  |

| Arbitro: | Annoscia (Bari) |

|                              |           |               |
| Ricoveri 1’, 14’ Nundini 71’ | Marcatori | 24’ De Marchi |

| Arbitro: | Gambarotta (Genova) |

|           |           |                 |
| Sacco 86’ | Marcatori | 5’, 43’ Virgili |

| Arbitro: | Basciu (Genova) |

|                            |           |                            |
| Perni 25’, 92’ Moradei 39’ | Marcatori | 36’ Zucchinali 58’ Magheri |

| Arbitro: | Menchini (Udine) |

|                |           |                                        |
| Malinverni 78’ | Marcatori | 7’ Leoni 98’ De Angelis 118’ Maccacaro |

| Arbitro: | Marangio (Roma) |

|  |           |                         |
|  | Marcatori | 21’ Santelli 72’ Massei |

| Arbitro: | De Magistris (Torino) |

|            |           |                       |
| Buizza 78’ | Marcatori | 28’ Danieli 52’ Rossi |

| Arbitro: | Babini (Ravenna) |

|                |           |             |
| Brenna 7’, 21’ | Marcatori | 73’ Smenghi |

| Arbitro: | Mori (Cremona) |

|                                             |           |                   |
| Orlando 11’ Broccini 14’ (rig.), 48’ (rig.) | Marcatori | 21’, 35’ Bortolon |

| Arbitro: | Tavolini (Ferrara) |

|             |           |                         |
| Bettini 72’ | Marcatori | 39’ De Paoli 86’ Biondo |

#### Tabella riassuntiva
| Squadra 1        | Risultato | Squadra 2         |
| ---------------- | --------- | ----------------- |
| Alessandria      | 0 - 3     | FEDIT             |
| Atalanta         | 4 - 0     | L'Aquila          |
| Catanzaro        | 0 - 1     | Roma              |
| Lecce            | 0 - 1     | Bari              |
| Ozo Mantova      | 0 - 7     | Inter             |
| Napoli           | 5 - 0     | Messina           |
| Pisa             | 3 - 1     | Lanerossi Vicenza |
| Pordenone        | 1 - 2     | Torino            |
| Prato            | 3 - 2     | Trapani           |
| Pro Patria       | 1 - 3     | Genoa             |
| Reggiana         | 0 - 2     | Triestina         |
| Sanremese        | 1 - 2     | Venezia           |
| Simmenthal-Monza | 2 - 1     | Carbosarda        |
| SPAL             | 3 - 2     | Sambenedettese    |
| Udinese          | 1 - 2     | Varese            |

### Quarto turno
Il quarto turno della competizione fu disputato tra il 1º ottobre e il 19 novembre 1958 su sorteggio integrale fra le vincenti del terzo turno più la ripescata Alessandria. Le partite Genoa-Triestina, Inter-Napoli e Roma-Venezia, in programma inizialmente l'8 ottobre 1958, vennero rinviate per la convocazione di diversi giocatori nella Nazionale B di calcio dell'Italia per l'incontro amichevole Spagna B-Italia B disputato a Saragozza il 16 ottobre 1958.
| Arbitro: | Mori (Cremona) |

|                                                   |           |  |
| Dorigo 16’ Lorenzi 28’ Oldani 34’, 83’ Tacchi 69’ | Marcatori |  |

| Arbitro: | Baldassarre (Udine) |

|                        |           |              |
| Ronzon 9’ Pensotti 74’ | Marcatori | 22’ Broccini |

| Arbitro: | D'Agostini (Roma) |

|           |           |                           |
| Cappa 69’ | Marcatori | 20’ Vaccarossa 81’ Angeli |

| Arbitro: | Smorto (Reggio Calabria) |

|           |           |               |
| Gaeta 41’ | Marcatori | 55’, 62’ List |

| Arbitro: | Ferrari (Milano) |

|                                                      |           |                            |
| Dal Monte 35’ (rig.) Maccacaro 39’, 67’ Frignani 60’ | Marcatori | 19’ Del Negro 30’ Santelli |

| Arbitro: | De Marchi (Pordenone) |

|                               |           |                      |
| Firmani 16’, 42’ Lindskog 76’ | Marcatori | 47’, 58’ Del Vecchio |

| Arbitro: | Annoscia (Bari) |

|  |           |              |
|  | Marcatori | 47’ Calegari |

| Arbitro: | Roversi (Bologna) |

|                            |           |  |
| Armano 29’, 61’ Crippa 64’ | Marcatori |  |

#### Tabella riassuntiva
| Squadra 1      | Risultato | Squadra 2        |
| -------------- | --------- | ---------------- |
| Alessandria    | 5 - 0     | Pisa             |
| Atalanta       | 2 - 1     | SPAL             |
| Bari           | 1 - 2     | Varese           |
| Fedit Roma     | 1 - 2     | Simmenthal-Monza |
| Genoa          | 4 - 2     | Triestina        |
| Inter          | 3 - 2     | Napoli           |
| Roma           | 0 - 1     | Venezia          |
| Talmone Torino | 3 - 0     | Prato            |

### Ottavi di finale
Il tabellone principale dell'edizione 1958-1959 vide la partecipazione di 16 società, ossia le otto qualificate ai quarti di finale dell'edizione precedente e altrettante squadre provenienti dalle qualificazioni. Il sorteggio fu integrale mentre l'organizzazione delle date fu lasciata libera ai club, tanto che si spaziò dal 6 gennaio al 12 maggio 1959.
| Arbitro: | Gambarotta (Genova) |

|                    |           |                     |
| Cancian 36’ (aut.) | Marcatori | 16’ Arce 38’ Marchi |

| Arbitro: | Marchese (Frattamaggiore) |

|                                      |           |                                  |
| Pascutti 32’ Bonafin 62’ Maschio 89’ | Marcatori | 22’ (rig.) Liedholm 72’ Occhetta |

| Arbitro: | Righi (Milano) |

|                   |           |             |
| Lojacono 55’, 69’ | Marcatori | 41’ Recagno |

| Arbitro: | Angelini (Firenze) |

|                           |           |               |
| Abbadie 13’ Dal Monte 68’ | Marcatori | 37’ Fraschini |

| Arbitro: | Gay (Asti) |

|                                              |           |                           |
| Charles 43’, 97’, 118’ Sívori 52’, 92’, 110’ | Marcatori | 67’ Filini 68’ Vonlanthen |

| Arbitro: | De Robbio (Torre Annunziata) |

|                                  |           |  |
| Tozzi 42’, 84’ Spaghi 60’ (aut.) | Marcatori |  |

| Arbitro: | Menchini (Udine) |

|  |           |                         |
|  | Marcatori | 34’ Canella 86’ Danieli |

| Arbitro: | Liverani (Torino) |

|                     |           |                                       |
| Rosa 62’ Zerlin 84’ | Marcatori | 39’ Firmani 44’ Rizzolini 71’ Masiero |

#### Tabella riassuntiva
| Squadra 1         | Risultato   | Squadra 2        |
| ----------------- | ----------- | ---------------- |
| Atalanta          | 1 - 2       | Talmone Torino   |
| Bologna           | 3 - 2       | Milan            |
| Fiorentina        | 2 - 1       | Sampdoria        |
| Genoa             | 2 - 1       | Simmenthal-Monza |
| Juventus          | 6 - 2 (dts) | Alessandria      |
| Lazio             | 3 - 0       | Varese           |
| Marzotto Valdagno | 0 - 2       | Venezia          |
| Padova            | 2 - 3       | Inter            |

### Quarti di finale
I quarti di finale, a sorteggio integrale, si svolsero il 10 e 14 giugno 1959.
| Arbitro: | Mori (Cremona) |

|                           |           |              |
| Maccacaro 27’ Barison 79’ | Marcatori | 37’ Pascutti |

| Arbitro: | Gambarotta (Genova) |

|                                              |           |            |
| Stivanello 38’ (rig.) Charles 60’ Nicolè 90’ | Marcatori | 66’ Petris |

| Arbitro: | Liverani (Torino) |

|  |           |               |
|  | Marcatori | 63’ Angelillo |

| Arbitro: | Angelini (Firenze) |

|                                              |           |             |
| Calegari 12’, 19’, 77’ Canella 59’ Milan 72’ | Marcatori | 73’ Piaceri |

#### Tabella riassuntiva
| Squadra 1 | Risultato | Squadra 2      |
| --------- | --------- | -------------- |
| Genoa     | 2 - 1     | Bologna        |
| Juventus  | 3 - 1     | Fiorentina     |
| Lazio     | 0 - 1     | Inter          |
| Venezia   | 5 - 1     | Talmone Torino |

### Semifinali
Le semifinali, rinviate dalla Lega Nazionale, furono disputate in data 6 settembre 1959 mentre le altre squadre di Serie A e Serie B disputavano il primo turno di qualificazione della Coppa Italia 1959-60.
| Arbitro: | Gambarotta (Genova) |

|           |           |  |
| Corso 68’ | Marcatori |  |

| Arbitro: | Marchese (Frattamaggiore) |

|                                          |           |             |
| Cervato 35’ (rig.) Sívori 58’ Nicolè 74’ | Marcatori | 48’ Barison |

#### Tabella riassuntiva
| Squadra 1 | Risultato | Squadra 2 |
| --------- | --------- | --------- |
| Inter     | 1 - 0     | Venezia   |
| Juventus  | 3 - 1     | Genoa     |

### Finale 3º posto
La finale per il 3º e 4º posto, ancora voluta dalla Lega Nazionale nonostante le accuse di inutilità, fu disputata su campo deciso a sorteggio in data 13 settembre 1959 nello stesso giorno e alla stessa ora della finale maggiore, mentre altre squadre di Serie A e Serie B disputavano il secondo turno di qualificazione della Coppa Italia 1959-60.
| Arbitro: | Righi (Milano) |

|                    |           |               |
| Calvanese 26’, 34’ | Marcatori | 69’ Cavazzuti |

#### Tabella riassuntiva
| Squadra 1 | Risultato | Squadra 2 |
| --------- | --------- | --------- |
| Genoa     | 2 - 1     | Venezia   |

### Finale
La finale, rinviata dalla Lega Nazionale, fu disputata domenica 13 settembre 1959 alle ore 16:30 a San Siro, campo designato per sorteggio soltanto quattro giorni prima.
| Arbitro: | Jonni (Macerata) |

| |            | |
| Bicicli 36’ | Marcatori  | 7’ Charles 27’, 79’ (rig.) Cervato 63’ Sivori |
| · 46’ Enzo Matteucci · Aristide Guarneri · Mauro Gatti · Enea Masiero · Amos Cardarelli · Bruno Bolchi · Mauro Bicicli · Eddie Firmani · Antonio Valentin Angelillo · Mario Corso · Eugenio Rizzolini · Sostituzioni · 46’ Mario Da Pozzo | Formazioni | Carlo Mattrel Ernesto Castano Benito Sarti Flavio Emoli Sergio Cervato Umberto Colombo Giampiero Boniperti Bruno Nicolè John Charles Omar Sívori Giorgio Stivanello |
| Aldo Campatelli | Allenatori | Teobaldo Depetrini |

#### Tabella riassuntiva
| Squadra 1 | Risultato | Squadra 2 |
| --------- | --------- | --------- |
| Inter     | 1 - 4     | Juventus  |